# PRK Queratectomía fotorrefractiva
La queratectomía fotorrefractiva, conocida también por el acrónimo PRK (Photorefractive keratectomy), es un procedimiento quirúrgico que utiliza láser para tratar los defectos de refracción del ojo, como miopía e hipermetropía. Actualmente (2010) otras técnicas que también utilizan láser, como la denominada LASIK son las más utilizadas con esta finalidad.

## Descripción
Es difícil saber actualmente, cuando el uso de otras técnicas como el LASIK está muy generalizado, que la queratectomía fotorrefractiva  o PKR solía ser el procedimiento de cirugía refractiva más común y con un 95% de efectividad hasta hace unos años. 
Aunque ambos procedimientos se conocen como "cirugía láser de ojos", cada uno es un poco diferente en cuanto a ventajas e inconvenientes. Con la cirugía LASIK los pacientes tienen menos molestias y obtienen una buena visión más rápidamente, mientras que con PRK la mejoría es gradual durante un período variable que puede oscilar entre unos días y varios meses. Sin embargo es importante tener en cuenta que muchos cirujanos prefieren PRK para los pacientes con córneas delgadas.
La técnica PRK fue inventada a principio de la década de los ’80. En 1995 fue aprobada por la FDA como la técnica láser segura para la corrección de problemas de miopía, astigmatismo e hipermetropía, aunque el procedimiento se practicó en otros países durante años. De hecho, muchos norteamericanos se practicaron la cirugía en Canadá antes de que estuviera disponible en los Estados Unidos. 
PRK se realiza con un excimer láser, que utiliza un haz de luz ultravioleta frío para eliminar precisamente (la "ablación") muy diminutos trozos de tejido de la superficie de la córnea con el fin de remodelarla y obtener un visión clara sin gafas ni lentes de contacto. Al remodelar la córnea en la forma adecuada, trabaja para centrar mejor la luz en el ojo y en la retina, proporcionando una visión más clara que antes. 
Personas con problemas de miopía, astigmatismo e hipermetropía pueden beneficiarse de PRK. En los pacientes con miopía, el objetivo es aplanar la córnea demasiada empinada, Asimismo, el excimer láser puede corregir astigmatismo, por allanamiento de córnea irregular en una forma más normal. 

### Antes de la Cirugía
Si está considerando PRK, el primer paso es elegir un cirujano de reconocido prestigio y miembro activo de algún Colegio de Cirujanos en su país. 
Su médico hará un concienzudo examen de sus ojos para determinar exactamente qué tipo de corrección de visión necesitará y cuanto necesitará para la ablación por láser. Una topografía de córnea será vital; a través de la cual se toman fotografías del ojo y crea una especie de "mapa" de su córnea. Nadie tiene una córnea perfectamente redondeada, y el topógrafo mostrará las irregularidades de la córnea y la planitud pendiente que el cirujano debe corregir con el excimer láser. También deberá ser practicada una Paquimetría que es un estudio que mide el espesor de la córnea, es decir la distancia que hay desde la superficie anterior o epitelio a la superficie posterior o endotelio.
Usted tendrá que ser sometido a una serie de exámenes de laboratorio para conocer su condición de salud y analizar la viabilidad de la cirugía. Algunas condiciones pueden descalificarle totalmente como candidato PRK, otras puede significar un aplazamiento del procedimiento de atención especial.

### Durante la Cirugía
PRK es un procedimiento ambulatorio y rápido; usted sale caminando del centro de cirugía. De hecho, la cirugía usualmente toma menos de un minuto, y usted estará despierto todo el tiempo. En raras ocasiones, el médico le suministrará un sedante oral suave.
La mayoría de las personas no sienten dolor durante el PRK. Sus ojos son los únicos anestesiados con gotas especiales. Después de la anestesia, su ojo se coloca directamente bajo el láser. (Un ojo es operado a la vez.) Un tipo de retenedor se coloca sobre el ojo para mantener sus párpados abierto normalmente, esto no es incómodo.  
El médico utiliza una computadora para ajustar el láser especial para su prescripción. Se le indicará que centre su mirada en un rayo de luz por un corto tiempo mientras el doctor ve el ojo a través de un microscopio para asegurarse de que permanece en la posición correcta mientras que el láser envía pulsos de luz a su córnea que elimina las imperfecciones en la córnea. Es importante mantener la mirada fija sobre la fijación de ese rayo de luz con el fin de obtener los mejores resultados. 
La máquina láser hará un sonido constante mientras que los pulsos del láser están ocurriendo, y podrá sentir un olor ligeramente agrio durante la extracción de tejidos. No se preocupe, es normal. 
Luego de terminada la cirugía, le colocarán lentes de contacto blandos por un periodo no mayor de cinco a seis días para ayudar a la regeneración y protección del tejido, los cuales serán retirados al final del periodo indicado.
Cuanto mayor corrección necesite, más tiempo se llevará la cirugía. 
El médico podrá prescribir medicación para el dolor postoperatorio, pero muchas personas no sentirán más que una leve molestia a manera de basurilla en el ojo. Además prescribirá desinflamatorios  y antibióticos en colirios para evitar infecciones.
El cirujano tiene el pleno control del láser y puede desactivarlo en cualquier momento. Después de que el procedimiento ha terminado, usted descansará un rato. No existe ningún peligro en intervenir los dos ojos en una sola sesión, aunque muchas personas prefieren espaciar las cirugías por ojo. Esa será una decisión que deberá tomar en consulta con su médico.

### Después de PRK
Al igual que con cualquier tipo de cirugía ocular, es importante que siga las instrucciones de su médico al pie de la letra. Obtenga descanso adecuado, y siga las prescripciones que el médico le indique, y llame a su médico inmediatamente si usted sospecha algún problema.
¿Qué ocurre después de la cirugía puede afectar su visión tanto como la cirugía en sí? 
Inmediatamente después de PRK, y luego de descansar un poco, podrá entonces ir a casa (alguien debe conducir). En casa, usted debe descansar por lo menos un par de horas. 
Usted podrá ser capaz de ir a trabajar al día siguiente, pero muchos médicos aconsejan un par de días de descanso. Asimismo, se recomienda no llevar a cabo arduos ejercicio durante un máximo de una semana, ya que esto puede traumatizar el ojo y afectar la cicatrización. 
Evite frotar su o sus ojos (su médico le indicará cuánto tiempo). De hecho, usted será examinado casi todos los días para asegurarse de que el epitelio cicatrice de manera adecuada. Es posible que le prescriban lentes de contacto blandos de protección, antibióticos en gotas durante unos días, y la aplicación de antiinflamatorios en gotas durante varias semanas. 
La mayoría de las personas alcanzan un visión 20/20 o mejor visión con PRK (también en el caso de LASIK). Algunos pueden lograr solo 20/40 o no mayor a eso. De hecho, 20/40 es bastante buena visión. En la mayoría de los estados de USA y otros países del mundo, es lo suficientemente buena para conducir. Algunos pacientes necesitan anteojos o lentes de contacto después de la corrección láser de la visión, aunque su nivel de prescripción será mucho más bajo que antes.
Complicaciones postoperatorias puede incluir la infección y / o deslumbramiento nocturno (halos que son más perceptibles cuando se está viendo luces en la noche, como mientras se está conduciendo). 
Incluso si usted ve perfectamente después de la cirugía láser de ojos, es posible que deba utilizar gafas bifocales o lentes de contacto una vez que llegue a la edad de 40 años. Esto se debe a que el lente del ojo se endurece con la edad, esta es una enfermedad llamada Presbicia. Su visión a distancia seguirá siendo probablemente aceptable, pero viendo de cerca será más difícil. Sin embargo, los investigadores están estudiando la manera de corregir la presbicia quirúrgicamente. Así que es posible que usted pueda ser tratado con ese procedimiento a futuro, una vez sea aprobado por la FDA. 
Todos estos son temas importantes para discutir con su cirujano antes de decidir la cirugía.

## Antecedentes
La hipermetropía es la enfermedad por la cual el ojo no acomodado lleva la luz paralela a un foco detrás de la retina en lugar de sobre ella. La hipermetropía puede corregirse tanto con métodos no quirúrgicos como quirúrgicos, entre ellos, la queratectomía fotorrefractiva (PRK) y la queratomileusis in situ asistida por láser (LASIK) Existen dudas acerca de cuál de estos dos métodos, si la PRK o la LASIK, es el mejor para tratar la hipermetropía. 

## Objetivos
El objetivo de esta revisión fue determinar cuál de los dos métodos, PRK o LASIK, produce resultados más fiables, estables y seguros cuando se corrige un defecto de refracción hipermétrope 

## Estrategia de búsqueda
Se realizaron búsquedas en el Registro Cochrane Central de Ensayos Controlados (Cochrane Central Register of Controlled Trials) (The Cochrane Library número 4, 2008), MEDLINE (enero de 1950 hasta enero de 2009), EMBASE (enero de 1980 hasta enero de 2009) y LILACS (enero de 1982 hasta enero de 2009). No hubo restricciones de idioma o de fecha en la búsqueda de ensayos. La última búsqueda en las bases de datos electrónicas se realizó el 13 de enero de 2009. También se examinaron las listas de referencias de los estudios incluidos en la revisión para obtener información acerca de ensayos adicionales y se utilizó el Science Citation Index para buscar documentos que citaran cualquier estudio incluido en esta revisión. No se realizaron búsquedas manuales en revistas o resúmenes de congresos específicamente para esta revisión.

## Criterios de selección
Se planificó incluir solo ensayos controlados aleatorios (ECA) que compararan PRK con LASIK para la corrección de la hipermetropía y luego realizar un análisis de sensibilidad de los ensayos realizados antes y después del nuevo milenio, ya que ese momento constituye el punto de inflexión en la historia tanto de la PRK como de la LASIK. 

## Obtención y análisis de los datos
No se identificó ningún estudio que cumpliera los criterios de inclusión para esta revisión.

## Resultados principales
Como ningún estudio cumplió con los criterios de inclusión para esta revisión, se discutieron los resultados de los ensayos no aleatorios que compararon PRK y LASIK para la hipermetropía. 

## Conclusiones de los autores
No fue posible establecer conclusiones firmes y fiables, pero los ensayos no aleatorios examinados parecen coincidir en que la PRK y la LASIK poseen una eficacia similar para tratar la hipermetropía. Se requieren ECA abiertos bien planificados, de alta calidad, para obtener una base de evidencia clínica consistente.